# Тазнеєво
Тазне́єво (рос. Тазнеево, ерз. Тазвеле) — село у складі Атяшевського району Мордовії, Росія. Входить до складу Кіржеманського сільського поселення.

## Населення
Населення — 127 осіб (2010; 204 у 2002).
Національний склад (станом на 2002 рік):
- ерзяни — 99 %